# 40 건스 투 아파치 패스
《40 건스 투 아파치 패스》(40 Guns to Apache Pass)는 미국에서 제작된 윌리엄 위트니 감독의 1967년 모험, 멜로/로맨스, 서부 영화이다. 오디 머피 등이 주연으로 출연하였다. 오디 머피의 마지막 주연작으로서 그의 명연기를 담아냈으며 로버트 E. 켄트 프로덕션서의 마지막 영화 작품이기도 하다.

## 출연

### 주연
- 오디 머피
- 마이클 번스
- 케네스 토비

### 조연
- 라레인 스티븐스
- 로버트 브루베이커